# Sarsūl
Sarsūl (persiska: سَرسول, سرسول) är en ort i Iran.   Den ligger i provinsen Kurdistan, i den nordvästra delen av landet, 500 km väster om huvudstaden Teheran. Sarsūl ligger 1 134 meter över havet och antalet invånare är 130.
Terrängen runt Sarsūl är kuperad åt nordost, men åt sydväst är den bergig. Runt Sarsūl är det ganska tätbefolkat, med 96 invånare per kvadratkilometer. Närmaste större samhälle är Sanjūh, 7,6 km väster om Sarsūl. Trakten runt Sarsūl består i huvudsak av gräsmarker.